# Hveragerði
Hveragerdi ou Hveragerði ( PRONÚNCIA) é uma cidade e município da Islândia.                             
É conhecida como “a cidade das fontes termais”, sendo a energia geotérmica utilizada em estufas onde se cultivam flores, frutas e legumes.

Está situada a 45 km a sudeste da capital Reiquiavique.
Tem 3 264 habitantes, e é sede da comuna de Hveragerðisbær com 3 300 habitantes (2024).
Pertence à Região Sul (Suðurland).

## Economia
A maioria dos seus habitantes trabalha com energia geotérmica. 

## Galeria

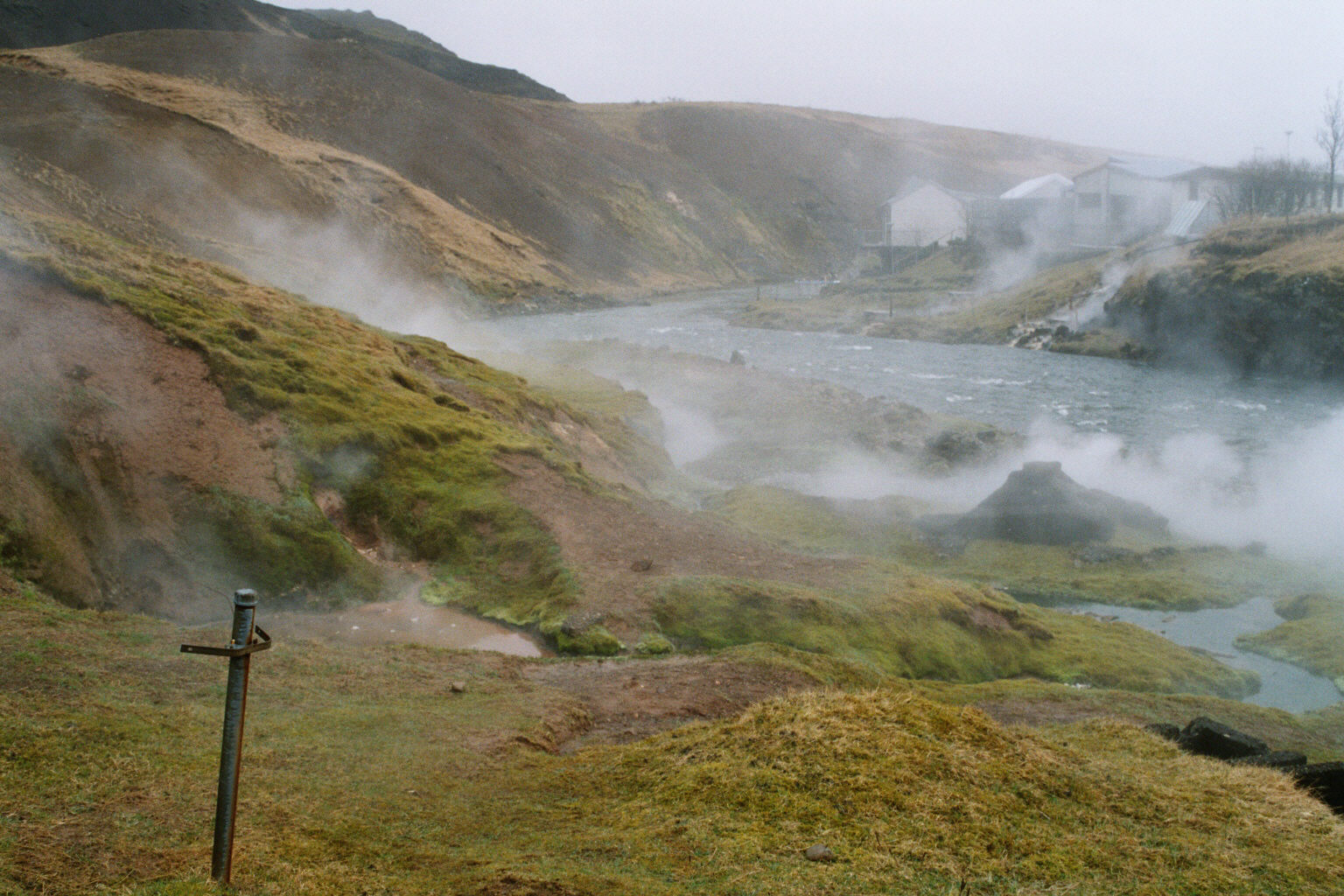
Fontes termais quentes junto ao rio Varmá
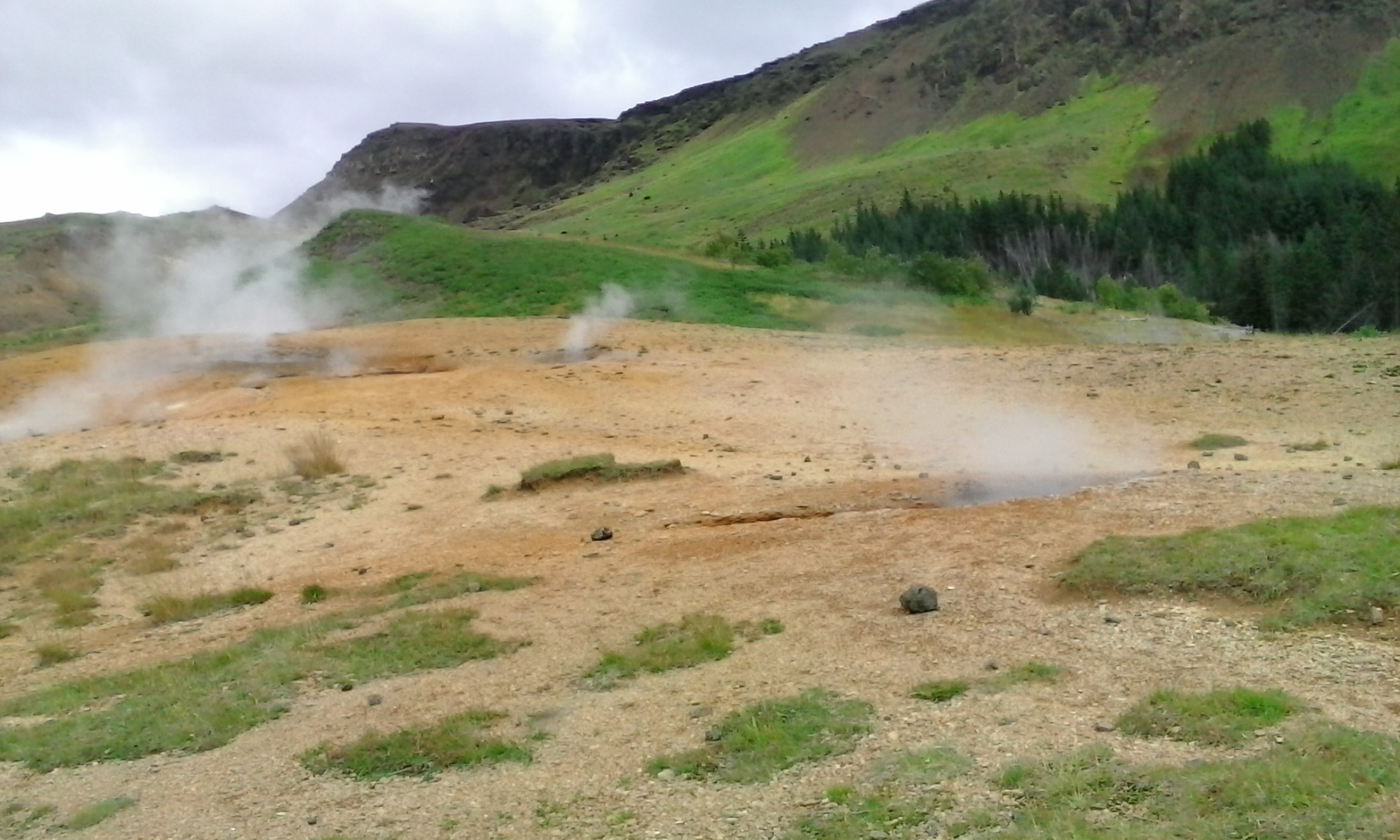
Fontes termais quentes
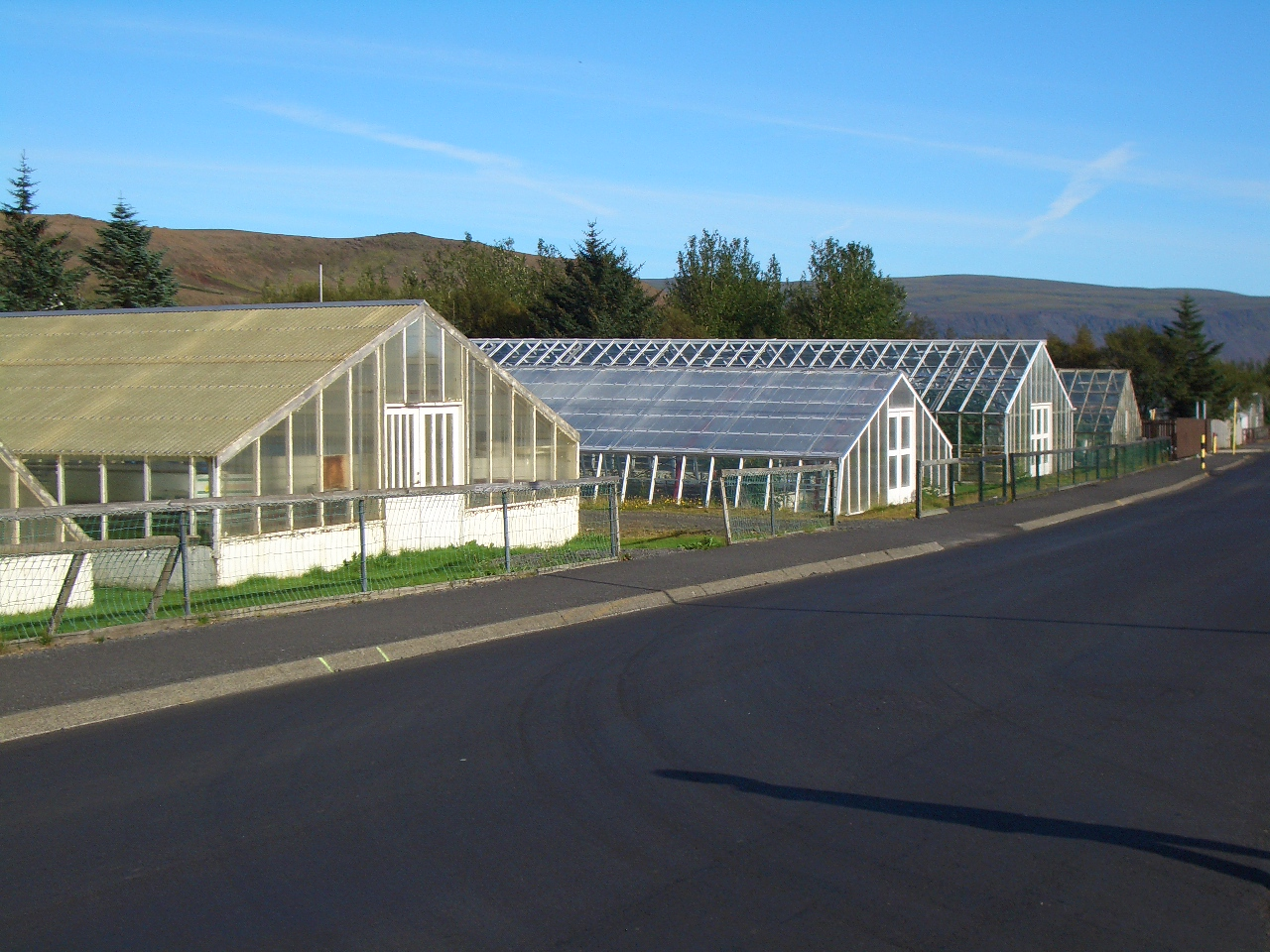
Estufas utilizando a energia térmica